# Lijst van rijksmonumenten in De Ronde Venen
De gemeente De Ronde Venen telt 173 inschrijvingen in het rijksmonumentenregister, hieronder een overzicht. 

## Abcoude
De plaats Abcoude telt 72 inschrijvingen in het rijksmonumentenregister. Zie Lijst van rijksmonumenten in Abcoude (plaats) voor een overzicht.

## Amstelhoek
De plaats Amstelhoek telt 1 inschrijving in het rijksmonumentenregister.
| Object | Oorspronkelijke functie? | Bouwjaar | Architect   | Locatie         | Coördinaten?                 | Nr.?   | Afbeelding |
| ------ | ------------------------ | -------- | ----------- | --------------- | ---------------------------- | ------ | ---------- |
| Kerk   | Kerk en kerkonderdeel    | 1925     | B.W. Plooij | Piet Heinlaan 3 | 52° 13' 52" NB, 4° 50' 1" OL | 514694 | Kerk       |

## Baambrugge
De plaats Baambrugge telt 66 inschrijvingen in het rijksmonumentenregister. Zie Lijst van rijksmonumenten in Baambrugge voor een overzicht.

## De Hoef
De plaats De Hoef telt 3 inschrijvingen in het rijksmonumentenregister.
| Object             | Oorspronkelijke functie? | Bouwjaar  | Architect | Locatie                  | Coördinaten?                  | Nr.?   | Afbeelding        |
| ------------------ | ------------------------ | --------- | --------- | ------------------------ | ----------------------------- | ------ | ----------------- |
| Antonius van Padua | Kerk en kerkonderdeel    | 1921      | J. Etmans | De Hoef Oostzijde 44     | 52° 12' 12" NB, 4° 48' 56" OL | 498260 | Meer afbeeldingen |
| Pondskoekersluis   | Waterkering en -doorlaat | 1850-1900 |           | De Hoef Oostzijde bij 1  | 52° 12' 55" NB, 4° 49' 13" OL | 514696 | Meer afbeeldingen |
| Gemaal `Blokland'  | Gemaal                   | 1914      |           | De Hoef Westzijde bij 18 | 52° 13' 10" NB, 4° 49' 4" OL  | 514697 | Meer afbeeldingen |

## Mijdrecht
De plaats Mijdrecht telt 9 inschrijvingen in het rijksmonumentenregister. Zie Lijst van rijksmonumenten in Mijdrecht voor een overzicht.

## Vinkeveen
De plaats Vinkeveen telt 10 inschrijvingen in het rijksmonumentenregister. Zie Lijst van rijksmonumenten in Vinkeveen voor een overzicht.

## Waverveen
De plaats Waverveen telt 4 inschrijvingen in het rijksmonumentenregister.
| Object                                                        | Oorspronkelijke functie?  | Bouwjaar  | Architect             | Locatie              | Coördinaten?                  | Nr.?   | Afbeelding                                                    |
| ------------------------------------------------------------- | ------------------------- | --------- | --------------------- | -------------------- | ----------------------------- | ------ | ------------------------------------------------------------- |
| Hervormde Kerk                                                | Kerk en kerkonderdeel     | 1887      |                       | Cliffordweg 9        | 52° 13' 15" NB, 4° 53' 60" OL | 37408  | Meer afbeeldingen                                             |
| Boerderij met invloeden van de art-nouveaustijl               | Boerderij                 | 1908      | Herman van der Zeijde | Botsholsedwarsweg 13 | 52° 14' 36" NB, 4° 54' 16" OL | 514691 | Boerderij met invloeden van de art-nouveaustijl               |
| Boerderij in traditionele stijl, met Delftse school-invloeden | Boerderij                 | 1938      | K. Jonkleid           | Botsholsedwarsweg 25 | 52° 14' 35" NB, 4° 52' 57" OL | 514692 | Boerderij in traditionele stijl, met Delftse school-invloeden |
| Fort Waver-Amstel                                             | Fort, vesting en -onderdl | 1880-1914 |                       | Waverdijk bij 19     | 52° 15' 2" NB, 4° 52' 7" OL   | 514704 | Meer afbeeldingen                                             |

## Wilnis
De plaats Wilnis telt 8 inschrijvingen in het rijksmonumentenregister. Zie Lijst van rijksmonumenten in Wilnis voor een overzicht.
Amersfoort ·
Baarn ·
Bunnik ·
Bunschoten ·
De Bilt ·
De Ronde Venen ·
Eemnes ·
Houten ·
IJsselstein ·
Leusden ·
Lopik ·
Montfoort ·
Nieuwegein ·
Oudewater ·
Renswoude ·
Rhenen ·
Soest ·
Stichtse Vecht ·
Utrecht ·
Utrechtse Heuvelrug ·
Veenendaal ·
Vijfheerenlanden ·
Wijk bij Duurstede ·
Woerden ·
Woudenberg ·
Zeist